# 新国立劇場バレエ団
新国立劇場バレエ団（しんこくりつげきじょうばれえだん、英: National Ballet of Japan）は、新国立劇場を専属劇場とする日本のバレエ団である。1997年、新国立劇場の開場と同時に発足した。

## 沿革
新国立劇場は、オペラ、バレエ、ダンス、演劇等の現代舞台芸術のための劇場として、1997年10月に開場した
。同劇場の開設に向けては1970年代から準備が進められていたが、1992年に建設工事が開始され、翌1993年には運営を担う財団法人第二国立劇場運営財団（現・公益財団法人新国立劇場運営財団）が設立された。1993年、舞踊部門の初代芸術監督に島田廣が就任した。
1996年には、翌年の開場に向け、バレエダンサーのオーディションが行われた。欧米の国立オペラハウスでは、劇場専属のバレエ団を備えているのが一般的である。新国立劇場では、オーディション制によるダンサーの1年度シーズン契約雇用で給与は固定給と公演ごとの出演料の二層構造にしている。2023年度安定のため固定給の割合が増やされた。他に少数者が登録ダンサーとして出演契約による必要時の出演による出演料支払いという形態がとられている。10月に行われたオーディションを通過したダンサーは、翌1997年4月からレッスンに参加した。同年7月からは、ロシアのマリインスキー劇場から指導者を招き、開場記念公演に向けたリハーサルを行った。
1997年10月10日、新国立劇場が開場した。新国立劇場バレエ団は同月24日から29日にかけて、開場記念公演として、マリインスキー劇場版『眠れる森の美女』を上演した。主役のオーロラ姫とデジレ王子を演じたのは、森下洋子と清水哲太郎、吉田都と熊川哲也、酒井はなと小嶋直也、ディアナ・ヴィシニョーワと小嶋直也の4組であった。
開場記念のバレエ公演は全3作品であり、『眠れる森の美女』の他、1997年12月にはマリインスキー劇場版の『くるみ割り人形』が、翌1998年2月には、平家物語を題材とした石井潤による創作バレエ『梵鐘の聲～平家物語より～』が上演された。

### 歴代芸術監督の実績
新国立劇場は、オペラ、舞踊（バレエ・ダンス）、演劇の3部門4ジャンルの公演を行っており、各部門の芸術面での最高責任者として芸術監督を設置している。
舞踊部門の歴代芸術監督は次の通りである。
- 島田廣（1993年4月 - 1999年6月）
- 牧阿佐美（1999年7月 - 2010年8月）
- デヴィッド・ビントレー（2010年9月 - 2014年8月）
- 大原永子（2014年9月 - 2020年8月）
- 吉田都（2020年9月 - ）

初代芸術監督である島田廣は、バレエ団の基本方針として、まずは古典バレエの上演を中心に行い、その後徐々に演目の幅を広げていくことを掲げた。これは、オーディションで集められた様々なダンサー達のスタイルを、古典作品の上演を通じて統一していくことを目指したためである。このため、島田の在任中は、開幕公演の『眠れる森の美女』をはじめ、ロシア版の古典作品を中心に上演が行われた。
島田の次の牧阿佐美は、アシュトン、バランシン、プティ、ドゥアトといった20世紀の著名な振付家の作品の他、牧自身による改訂演出作品も上演し、レパートリーを拡大した。また、牧の在任中の2001年には、後述する新国立劇場バレエ研修所が開設された。
3代目芸術監督となったイギリスの振付家デヴィッド・ビントレーは、バーミンガム・ロイヤル・バレエ団の芸術監督を兼務しながら、自身の振付作品をはじめとする現代作品にレパートリーを広げた。続く大原永子は、古典を中心とした作品選定に路線を変更したが、『ホフマン物語』『不思議の国のアリス』といった現代の振付家による全幕作品の上演にも取り組んだ。

## ダンサー
新国立劇場バレエ団のダンサーは、劇場との契約形態によって「シーズン契約ダンサー」と「登録ダンサー」に分けられる。シーズン契約ダンサーは、選定されれば新国立劇場が主催するすべてのバレエ公演に出演できる 。登録ダンサーは、全演目には出演せず、劇場から要請があった場合のみ出演し、出演料が支払われる。
2020年3月31日時点で、シーズン契約ダンサーは70名、登録ダンサーは14名である。
シーズン契約ダンサーの階級は、プリンシパル、プリンシパル・キャラクター・アーティスト、ファースト・ソリスト、ソリスト、ファースト・アーティスト、アーティストである。

### 在籍した主なダンサー（五十音順）
- 井澤駿
- 井澤諒
- 小野絢子
- 川村真樹
- 小嶋直也
- 酒井はな
- 寺島ひろみ
- 寺島まゆみ
- 長田佳世
- 逸見智彦
- 本島美和
- 森田健太郎
- 米沢唯

## 主な上演作品
これまでに上演された主な作品は以下の通りである（初演年のみ記載）。
1997年
- 眠れる森の美女
- くるみ割り人形

1998年
- 白鳥の湖
- ジゼル

1999年
- ドン・キホーテ（ファジェーチェフ振付）
- レ・シルフィード
- ペトルーシュカ
- シンデレラ（アシュトン振付）

2000年
- テーマとヴァリエーション（バランシン振付）
- ラ・シルフィード（ブルノンヴィル版）
- ラ・バヤデール

2001年
- リラの園（英語版）（チューダー振付）
- ロメオとジュリエット（マクミラン振付）

2002年
- ドゥエンデ（ドゥアト振付）
- シンフォニー・イン・C（バランシン振付）
- こうもり

2003年
- パキータ
- ジャルディ・タンカート（ドゥアト振付）
- マノン

2004年
- ライモンダ

2005年
- カルメン（石井潤振付）
- カルミナ・ブラーナ（ビントレー振付）

2006年
- ポル・ヴォス・ムエロ（ドゥアト振付）

2007年
- コッペリア（プティ振付）
- セレナーデ
- 椿姫（牧阿佐美振付）

2008年
- アラジン（ビントレー振付）

2009年
- プッシュ・カムズ・トゥ・ショヴ（サープ振付）
- しらゆき姫（小倉佐知子振付）

2010年
- アンナ・カレーニナ（エイフマン振付）
- 火の鳥（フォーキン振付）
- ペンギン・カフェ

2011年
- パゴダの王子（英語版）（ビントレー振付）

2012年
- シルヴィア（ビントレー振付）

2013年
- 結婚
- アポロ

2014年
- シンフォニー・イン・スリー・ムーヴメンツ（英語版）（バランシン振付）

2015年
- ホフマン物語（ダレル（英語版）振付）

2018年
- パ・ド・カトル
- チャイコフスキー・パ・ド・ドゥ
- グラン・パ・クラシック
- 不思議の国のアリス（英語版）（ウィールドン振付）

2020年
- 竜宮 りゅうぐう ～亀の姫と季の庭～（森山開次振付）

## 新国立劇場バレエ研修所
2001年4月、プロのバレエダンサーを育成するための研修機関として、新国立劇場にバレエ研修所が開設された。所長は開設時より牧阿佐美が務めていたが、2021年10月の牧の死去に伴い、同年11月から、同研修所の主任講師である小倉佐知子が所長代行を兼務することとなった。小倉は、翌2022年4月1日付で所長に就任した。
研修生は、17歳以上19歳以下（入所時点）のバレエダンサーを目指す男女が対象であり、毎年オーディションで6名程度が選ばれる。研修期間は2年間で、研修内容は、クラシックバレエのレッスンの他、キャラクターダンスやコンテンポラリーダンスといった様々なジャンルのダンスレッスンや、ダンサーとして必要な知識の講義（歴史、解剖学、栄養学、英語等）など、多岐にわたる。また、研修所の発表会や、新国立劇場バレエ団公演への参加等により、実際の舞台で経験を積む機会も設けられている。
2009年4月からは、研修生より低年齢（入所時点で15歳または16歳）のダンサー志望者を対象に、予科生の制度が設置された。予科生の研修期間も2年間であり、研修内容は研修生に準ずる。
研修修了後、新国立劇場バレエ団への入団を希望する場合は、別途入団オーディションを受ける必要がある。